# Aus dem Antiquariat
Aus dem Antiquariat (AdA) ist eine Zeitschrift für Antiquare, Buchsammler und Buchwissenschaftler, die seit 1948 erscheint. Herausgegeben wird die Zeitschrift von der Arbeitsgemeinschaft Antiquariat im Börsenverein des Deutschen Buchhandels, verlegt wird sie derzeit beim Marketing- und Verlagsservice des Buchhandels (MVB). In der Zeitschrift werden wissenschaftliche Beiträge, Berichte und Nachrichten zu Themen aus dem antiquarischen Buchhandel, der Buchhandelsgeschichte und dem Verlagswesen, zu historischen Sammlungen sowie generell zum Buchwesen publiziert.

## Geschichte
Aus dem Antiquariat wurde zunächst als Rubrik, dann als von Karl H. Pressler herausgegebene Beilage zum Börsenblatt für den Deutschen Buchhandel publiziert. Seit dem Jahr 2003 erscheint die Zeitschrift eigenständig, bis zum Jahrgang 2015 zweimonatlich, ab dem Jahrgang 2016 in neuer Gestaltung vierteljährlich. Leitender Redakteur ist Björn Biester.